# Yamaha YM2203

Микросхемы YM2203C производства Yamaha, 1994 (сверху) и 1991 (снизу) года выпуска.

YM2203, или OPN, — электронный компонент, микросхема звукогенератора, разработанная фирмой Yamaha. Она входит в семейство микросхем аналогичного назначения этой же фирмы, использующих для синтеза звука метод частотной модуляции. В состав микросхемы входит трёхканальный FM-синтезатор и полный аналог микросхемы General Instruments AY-3-8910 (PSG, она же SSG). Эта микросхема часто применялась в игровых автоматах, известно более 100 использующих её систем. Первое известное применение в таком качестве датируется 1984 годом (игра The Legend of Kage фирмы Taito), последние системы вышли в 1996 году. Также она применялась в компьютерах серии NEC PC-8800 (с 1985 года). С 2005 года YM2203 используется в составе устройства TurboSound FM на ZX Spectrum (в 2006 году был написан трекер TFM Music Maker).

## Технические характеристики
Микросхема содержит два разнотипных трёхканальных синтезатора: SSG-часть (полностью аналогичная AY-3-8910) и основная FM-часть.
- SSG-часть:
  - Три программируемых генератора прямоугольных импульсов (генераторы тона)
  - Один генератор амплитудной огибающей
  - Один программируемый генератор белого шума
  - Логический микшер (смешивает выход генераторов шума и огибающей с одним или несколькими каналами тона)
  - Программируемое усиление
  - Раздельные выходы звука трёх каналов тона (могут быть смешаны как в монофонический, так и в псевдо-стереофонический сигнал)
  - Два порта ввода-вывода общего назначения

- FM-часть:
  - Три независимых канала (голоса) FM-синтезатора
  - Четыре оператора (генератора частоты) на каждый канал
  - Операторам третьего канала можно назначать собственную частоту (для остальных каналов частоты операторов могут иметь только кратные частоты от основной частоты канала)
  - Каждый оператор имеет генератор огибающей, аналогичный SSG-части
  - Операторы канала можно инициализировать по раздельности.

Микросхема имеет исполнение в корпусе DIP40, для работы FM-части требуется подключение внешней микросхемы ЦАП (YM3014b). Несмотря на наличие в составе YM2203 полного аналога AY-3-8910, она не может быть использована в качестве прямой его замены, так как назначение выводов у этих микросхем не совпадает.